# Liste der Constellation-Missionen
Diese Liste enthält alle durchgeführten und ehemals geplanten Missionen des Constellation-Programms. Zusätzlich zu den regulären Missionen werden die Abbruchtests aufgelistet.

## Liste der regulären Constellation-Missionen
| Datum                                                            | Mission        | Träger- rakete | Dauer   | Crew Größe | Start- rampe | Bemerkung | Missionsergebnis                                                              |
| ---------------------------------------------------------------- | -------------- | -------------- | ------- | ---------- | ------------ | --- | ----------------------------------------------------------------------------- |
| 28. Oktober 2009                                                 | Ares I-X       | Ares I         | ≈8 min. | 0          | 39B          | Test der ersten Stufe der Ares-I-Trägerrakete mit vier aktiven SRM-Segmenten und einem inaktiven fünften Segment sowie einer Attrappe der Oberstufe | Erfolg erfolgreicher Test der ersten Stufe und der Trennung von der Oberstufe |
| Alle nachfolgenden Mission wurden am 1. Februar 2010 gestrichen. |                |                |         |            |              | |                                                                               |
| 2012/2013                                                        | Ares I-X Prime | Ares I         | ??      | 0          | ??           | Diese Mission sollte als Ersatz dienen, wenn Ares I-Y gestrichen worden wäre. Der Missionsablauf war noch nicht klar                                |                                                                               |
| 2014                                                             | Ares I-Y       | Ares I         | ≈8 min. | 0          | 39B          | Erster Test einer Ares-I-Trägerrakete mit vollständiger erster Stufe und inaktiver Oberstufe ohne Triebwerk. Startabbruch in großer Höhe.           |                                                                               |
| 2014                                                             | Orion 1        | Ares I         | ≈14 d   | 0          | 39B          | Erster Flug des Orion-Raumfahrzeuges, orbitaler Flug.                                                                                               |                                                                               |
| 2014                                                             | Orion 2        | Ares I         | ≈14 d   | 2          | 39B          | Erster bemannter Flug, Rendezvous und Kopplung mit der ISS                                                                                          |                                                                               |
| 2015                                                             | Orion 3        | Ares I         | ≈14 d   | 2          | 39B          | Bemannter Testflug |                                                                               |
| 2015                                                             | Orion 4        | Ares I         | ≈90 d   | 3          | 39B          | Erster planmäßiger ISS-Flug – Crew Austausch |                                                                               |
| 2016                                                             | Orion 5        | Ares I         | ≈180 d  | 3          | 39B          | Bemannte ISS-Mission – Crew Austausch |                                                                               |
| 2016                                                             | Orion 6        | Ares I         | ≈30 d   | 3          | 39B          | Bemannte ISS-Mission – Crew Austausch |                                                                               |
| 2017                                                             | Orion 7        | Ares I         | ≈30 d   | 3          | 39B          | Bemannte ISS-Mission – Crew Austausch |                                                                               |
| 2017                                                             | Orion 8        | Ares I         | ≈180 d  | 3          | 39B          | Bemannte ISS-Mission – Crew Austausch |                                                                               |
| 2018                                                             | Orion 9        | Ares I         | ≈30 d   | 3          | 39B          | Bemannte ISS-Mission – Crew Austausch |                                                                               |
| 2018                                                             | Ares V-Y       | Ares V         |         | 0          | 39A          | Erster Flug der Ares V |                                                                               |
| 2018                                                             | Orion 10       | Ares I         | ≈180 d  | 3          | 39B          | Bemannte ISS-Mission – Crew Austausch |                                                                               |
| 2019                                                             | Orion 11       | Ares I/V       | ≈10 d   | 3          | 39A/B        | Test der Koppelung mit der Mondfähre in der Erdumlaufbahn                                                                                           |                                                                               |
| 2019                                                             | Orion 12       | Ares I         | ≈30 d   | 4          | 39B          | Bemannte ISS-Mission – Crew Austausch |                                                                               |
| 2019                                                             | Orion 13       | Ares I/V       | ≈21 d   | 3          | 39A/B        | Bemannte Mondlandung |                                                                               |
| 2019                                                             | Orion 14       | Ares I         | ≈30 d   | 3          | 39B          | Bemannte ISS-Mission – Crew Austausch |                                                                               |
| 2020                                                             | Orion 15       | Ares I/V       | ≈21 d   | 3          | 39A/B        | Bemannte Mondlandung |                                                                               |
| 2020                                                             | Orion 16       | Ares I         | ≈30 d   | 3          | 39B          | Bemannte ISS-Mission – Crew Austausch |                                                                               |
| 2020                                                             | Orion 17       | Ares V         |         | 0          | 39A          | Möglicherweise Beginn des Baus der Mondbasis |                                                                               |
| 2020                                                             | Orion 18       | Ares I         | ≈30 d   | 3          | 39B          | Bemannte ISS-Mission – Crew Austausch |                                                                               |

## Liste der Abbruchtests
| Datum           | Mission     | Bemerkung                                                       | Resultate                        |
| --------------- | ----------- | --------------------------------------------------------------- | -------------------------------- |
| 8. Juli 2009    | MLAS        | Test des alternativen Startabbruchsystems                       | Erfolg Sämtliche Ziele erreicht. |
| 6. Mai 2010     | Pad Abort-1 | Abbruchtest auf dem Starttisch                                  | Erfolg Sämtliche Ziele erreicht. |
| 3. Quartal 2010 | AA-1        | Startabbruch beim Erreichen der Schallmauer (Transsonic Abort)  | nach Programmabbruch gestrichen  |
| 4. Quartal 2011 | AA-2        | Abbruch bei der höchsten dynamischen Druckbeanspruchung (Max Q) | nach Programmabbruch gestrichen  |
| 4. Quartal 2012 | Pad Abort-2 | zweiter Abbruchtest auf dem Starttisch                          | nach Programmabbruch gestrichen  |

## Beschreibungen der Constellation-Missionen
Ares I-X: Erster Start der Ares-I-Trägerrakete mit einem Test der ersten Stufe. Der Festtreibstoff-Booster (Solid Rocket Boosters) bestand aus vier aktiven SRB-Segmenten und einem fünften inaktiven Segment und der oberen Stufe. Beide waren mit Stahl belastet, um die Masse des Orion-Raumfahrzeuges und die Beladungscharakteristik zu simulieren. Die Mission dauerte rund zwei Minuten. Danach stürzte die Oberstufe der Rakete mit der simulierten Nutzlast in den Atlantischen Ozean, während die erste Stufe an Fallschirmen geborgen wurde. Die Mission war ein Erfolg.
Ares I-Y: Erster Start der komplett ausgebauten ersten Stufe der Ares-I-Trägerrakete. Dies sollte der erste Flug des kompletten fünf-segmentigen-SRB sein. Die Oberstufe sollte jedoch mit einem inaktiven J-2X-Triebwerk ausgerüstet werden. Die Rakete sollte ein unbemanntes Crew-Modul und ein Launch Abort System (Start-Abbruch-System) transportieren. Durch das inaktive Oberstufentriebwerk sollte nach der Stufentrennung ein Startabbruch ausgelöst werden. Die Missionsdauer war auf insgesamt ungefähr acht Minuten angesetzt.
Orion 1: Erster Start der vollständigen Rakete mit voll funktionsfähiger Oberstufe und unbemanntem Orion-Raumschiff. Der mehrtägige Flug sollte der Überprüfung aller Systeme der Orion-Kapsel dienen. Es sollte unter anderem auch das Andocken an die Internationale Raumstation erprobt werden. Die Mission sollte mit einer Wasserung im Pazifischen Ozean enden und die Generalprobe für die nachfolgenden bemannten Flüge darstellen.
Orion 2: Erster bemannter Flug. Dies sollte der erste Flug sein, der dem Missionsprofil der späteren Crew-Austauschflügen entspricht, die Mission hat jedoch noch Testcharakter. Die Kapsel sollte lediglich mit zwei Personen bemannt sein. Die Landung sollte vermutlich auf dem amerikanischen Festland stattfinden.
Weitere voraussichtliche Orion-Missionen (nach 2020): Diese bemannten Missionen sollten voraussichtlich dem Aufbau der ersten Mondbasis der NASA dienen, welche eine mögliche Vorstufe einer Siedlung auf dem Himmelskörper sein könnte. Zudem sollten diese Missionen dazu dienen, eine mögliche Reise der Menschen zum Mars vorzubereiten, da der Mond ideal als Terrain sein könnte, extraterrestrische Erfahrungen zu sammeln. Die mögliche Reise zum Mars hätte laut NASA bis 2037 stattfinden können, dahingehende Planungen waren zum damaligen Zeitpunkt jedoch noch äußerst vage.